# Trachylepis depressa
Trachylepis depressa este o specie de șopârle din genul Trachylepis, familia Scincidae, descrisă de Peters 1854. Conform Catalogue of Life specia Trachylepis depressa nu are subspecii cunoscute.